# Lagdadra
Lagdadra  (in arabo لكدادرة‎?) è un centro abitato e comune rurale del Marocco situato nella provincia di Essaouira, regione di Marrakech-Safi. Conta una popolazione di 6 825 abitanti (censimento 2014).